# Goldene Hand

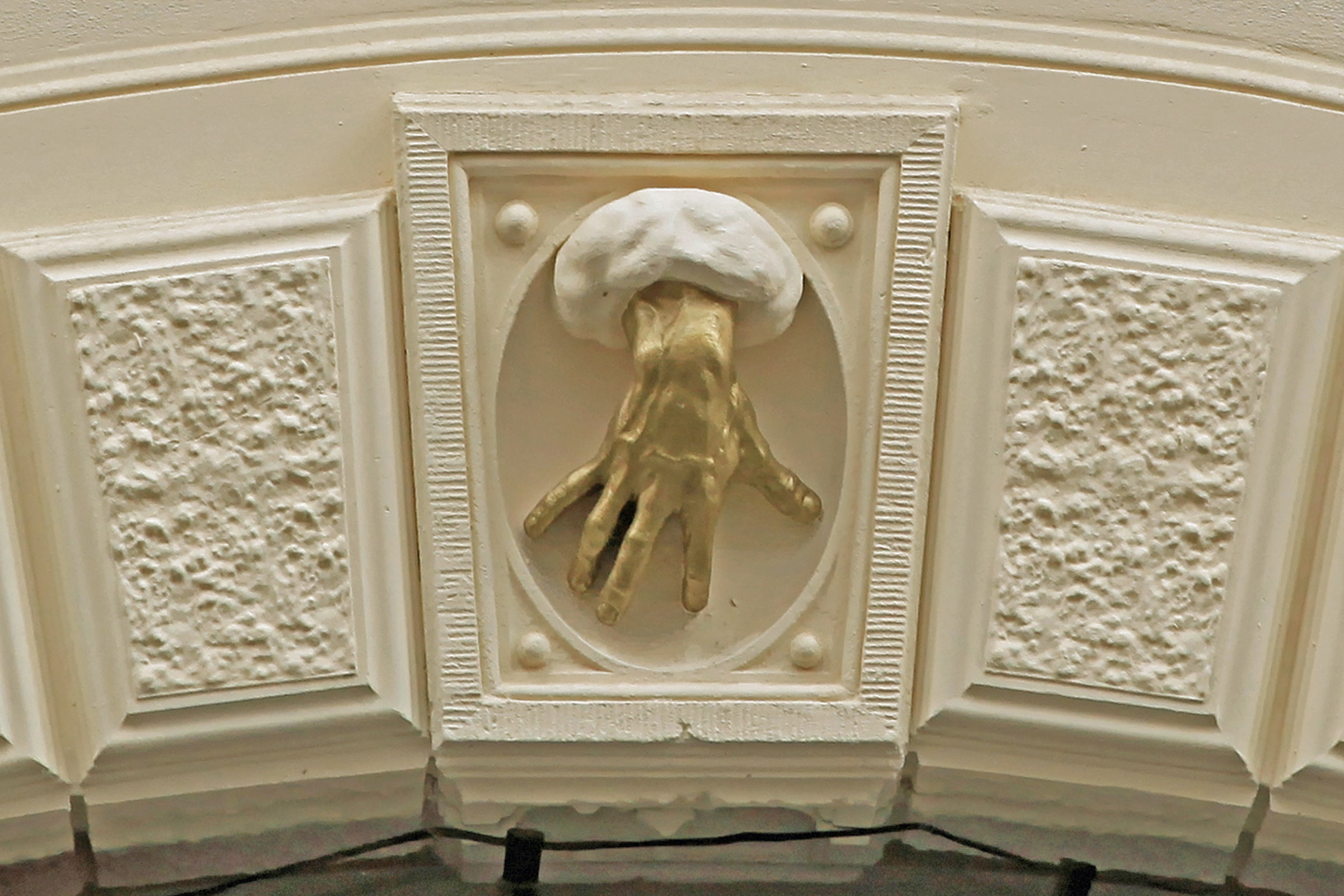
Hauszeichen: Goldene Hand

Das Haus Goldene Hand in Leipzig ist ein Wohn- und Geschäftsgebäude in der Nikolaistraße 16. Der Name bezieht sich auf die Darstellung des Hauszeichens über dem Eingang, einer goldenen Hand. Das im Stil des späten Klassizismus errichtete Haus steht unter Denkmalschutz.

## Geschichte
Erstmals 1561 und letztmals 1586 wird auf dem Grundstück ein Gasthof unter dem Namen Roter Adler erwähnt. 1713 taucht in dem Buch Das Anno 1713 florirende Leipzig der Name „zur goldenen Hand“ auf, dessen Herkunft aber nicht benannt wird. Wenn man den oberen Teil als Wolke ansieht, kann das Zeichen als die Hand Gottes gedeutet werden, die dem Haus Schutz bieten soll.
1854/55 ließ sich Johann Christian Freygang für sein Commissions- & Speditionsgeschäft das noch heute als ältestes Haus der Straße bestehende Gebäude nach Plänen des Leipziger Architekten Paul Bachmann errichten. Nach 1990 wurde das Haus umfassend saniert. Es enthält Gastronomie-, Einzelhandels- und Dienstleistungsbetriebe.

## Architektur
Das Gebäude Goldene Hand ist eine Dreiflügelanlage mit einem sehr schmalen Hofbereich, der sich abgewinkelt bis hinter das Nachbargrundstück Nr. 18 erstreckt. Das Vorderhaus mit etwa 15 Meter Fassadenbreite zur Straße ist vierstöckig. Über drei Segmentbogenöffnungen im Erdgeschoss, von denen die mittlere den Durchgang zum Hof bildet und das Hauszeichen trägt, folgen in den Obergeschossen je sechs paarweise angeordnete Fensterachsen.
Die Fensterpaare sind durch Pilaster getrennt, von denen die beiden mittleren durch antikisierende Vasen abgeschlossen werden. Die Gesimse der Obergeschosse sind mit den Pilastern verkröpft. Pilaster und Gesimse zeigen einfache Schmuckelemente. Die Segmentbögen des Erdgeschosses wiederholen sich in den Fenstern des ersten Obergeschosses. Einige Fensterbedachungen tragen Akroterien. Die Mittelachse wird durch Palmetten über jedem mittleren Fensterpaar betont. Unterhalb des auskragenden Hauptgesimses verlaufen ein Zahnschnitt und darunter ein durch Rundöffnungen unterbrochener Akanthusfries.
Die schmale Rückseite des Vorderhauses zwischen den Seitenflügeln trägt eine mit Ziegeln ausgemauerte Fachwerkfassade. Nach einem kurzen viergeschossigen Stück fallen die Seitenflügel auf zwei Stockwerke ab. Ihre Verladeluken belegen noch ihre ehemalige Wirtschaftsfunktion.